# Окулярник амбонський
Окулярник амбонський (Zosterops kuehni) — вид горобцеподібних птахів родини окулярникових (Zosteropidae). Ендемік Індонезії.

## Опис
Довжина птаха становить 12 см. Тім'я оливково-зелене, лоб темно-оливковий. Навколо очей білі кільця, які перетинаються чорними смугами, що ідуть від дзьоба до очей. Крила чорно-коричневі з широкими оливково-зеленими краями. Горло і гузка жовті, нижня частина тіла сірувата. Очі карі, дзьоб чорний, лапи сірі. Виду не притаманний статевий диморфізм.

## Поширення і екологія
Амбонські окулярники мешкають на острові Амбон. В 2012 році птаха спостерігали на острові Серам, вперше з 1862 року. Амбонські окулярники живуть в рівнинних тропічних лісах, чагарникових заростях і садах на висоті до 500 м над рівнем моря.

## Збереження
МСОП вважає стан збереження цього виду близьким до загрозливого. Йому загрожує знищення природного середовища.